# George Stone
George E. Stone (Murray, Kentucky, 9 de febrero de 1946 - Columbus, Ohio, 30 de diciembre de 1993) fue un jugador de baloncesto estadounidense que disputó cuatro temporadas en la ABA. Con 2,01 metros de estatura, jugaba en la posición de alero.

## Trayectoria deportiva

### Universidad
Jugó tres temporadas con los Thundering Herd de la Universidad Marshall, anotando en total 1.723 puntos, el séptimo mejor registro de la historia de la universidad. En 1967 fue incluido en el mejor quinteto de la Mid-American Conference, tras promediar 24,4 puntos y 8,7 rebotes por partido, y al año siguiente apareció en el segundo mejor quinteto, con una media de 23,7 puntos y 9,0 rebotes.

### Profesional
Fue elegido en el puesto 115 del Draft de la NBA de 1968 por Los Angeles Lakers, y también por Los Angeles Stars de la ABA, fichando por estos últimos. Rápidamente se hizo con el puesto de titular, y en su primera temporada acabó promediando 15,7 puntos y 6,8 rebotes por partido, que incomprensiblemente no le sirvió para hacerse un hueco en el mejor quinteto de rookies de la ABA.
El éxito le llegaría dos temporadas después, con el equipo ya bajo la denominación de Utah Stars, cuando se proclamaron campeones de liga, tras derrotar en las finales a los Kentucky Colonels por 4-3. Stone colaboró esa temporada con 11,7 puntos y 4,7 rebotes por partido.
Mediada la temporada siguiente fue traspasado a los Carolina Cougars a cambio de una futura elección en el draft. pero acabó abocado al banquillo, promediando 4,5 puntos y 2,4 rebotes por partido.

## Estadísticas de su carrera en la ABA

### Temporada regular
| Temporada | Edad | Equipo            | Liga | Pos. | P   | TIT | MIN  | TC  | TCA  | %TC  | 3P  | 3PA | %3P  | 2P  | 2PA  | %2P  | TL  | TLA | %TL  | R.OF. | R.DEF. | REB | ASIS | ROB | TAP | PER | FP  | PTS  |
| 1968-69   | 22   | Los Angeles Stars | ABA  | SF   | 74  |     | 29.7 | 5.9 | 13.0 | .453 | 0.4 | 1.0 | .378 | 5.5 | 12.0 | .460 | 3.5 | 4.6 | .774 | 2.1   | 4.7    | 6.8 | 0.8  |     |     | 1.7 | 3.4 | 15.7 |
| 1969-70   | 23   | Los Angeles Stars | ABA  | SF   | 83  |     | 31.8 | 6.2 | 14.4 | .429 | 0.8 | 2.5 | .316 | 5.4 | 11.9 | .452 | 2.9 | 3.7 | .781 | 2.0   | 4.7    | 6.6 | 1.7  |     |     | 1.9 | 3.4 | 16.0 |
| 1970-71   | 24   | Utah Stars        | ABA  | SF   | 78  |     | 22.2 | 4.8 | 10.4 | .460 | 0.6 | 2.0 | .318 | 4.1 | 8.3  | .495 | 1.6 | 2.0 | .776 | 1.2   | 3.4    | 4.7 | 1.4  |     |     | 0.9 | 2.2 | 11.7 |
| 1971-72   | 25   | TOTAL             | ABA  | SF   | 24  |     | 15.9 | 2.0 | 5.1  | .398 | 0.0 | 0.4 | .111 | 2.0 | 4.8  | .421 | 1.0 | 1.2 | .893 | 0.5   | 2.0    | 2.6 | 1.0  |     |     | 0.9 | 1.7 | 5.2  |
| 1971-72   | 25   | Utah Stars        | ABA  | SF   | 8   |     | 17.8 | 2.6 | 6.0  | .438 | 0.1 | 0.5 | .250 | 2.5 | 5.5  | .455 | 1.1 | 1.4 | .818 | 0.9   | 2.0    | 2.9 | 0.5  |     |     | 0.8 | 2.1 | 6.5  |
| 1971-72   | 25   | Carolina Cougars  | ABA  | SF   | 16  |     | 14.9 | 1.8 | 4.7  | .373 | 0.0 | 0.3 | .000 | 1.8 | 4.4  | .400 | 1.0 | 1.1 | .941 | 0.4   | 2.1    | 2.4 | 1.3  |     |     | 1.0 | 1.4 | 4.5  |
| Total     |      |                   | ABA  |      | 259 |     | 26.8 | 5.3 | 11.9 | .444 | 0.6 | 1.7 | .323 | 4.7 | 10.2 | .464 | 2.5 | 3.2 | .781 | 1.6   | 4.1    | 5.7 | 1.3  |     |     | 1.4 | 2.9 | 13.6 |

### Playoffs
| Temporada | Edad | Equipo            | Liga | Pos. | P  | TIT | MIN  | TC  | TCA  | %TC  | 3P  | 3PA | %3P  | 2P  | 2PA  | %2P  | TL  | TLA | %TL  | R.OF. | R.DEF. | REB | ASIS | ROB | TAP | PER | FP  | PTS  |
| 1969-70   | 23   | Los Angeles Stars | ABA  | SF   | 17 |     | 42.6 | 9.7 | 22.8 | .425 | 0.8 | 3.2 | .255 | 8.9 | 19.6 | .453 | 3.4 | 4.5 | .753 |       |        | 9.3 | 2.5  |     |     | 2.5 | 3.1 | 23.6 |
| 1970-71 ❍ | 24   | Utah Stars        | ABA  | SF   | 18 |     | 23.6 | 4.7 | 11.6 | .402 | 0.2 | 1.6 | .143 | 4.4 | 10.1 | .442 | 1.9 | 2.3 | .854 | 1.6   | 4.2    | 5.8 | 1.6  |     |     | 1.2 | 2.5 | 11.5 |
| Total     |      |                   | ABA  |      | 35 |     | 32.8 | 7.1 | 17.1 | .417 | 0.5 | 2.4 | .217 | 6.6 | 14.7 | .449 | 2.7 | 3.4 | .788 | 1.6   | 4.2    | 7.5 | 2.0  |     |     | 1.8 | 2.8 | 17.4 |